# Vernice fresca (programma televisivo)
Vernice fresca è stato un programma televisivo italiano di genere varietà comico, prodotto dalla Image Tv di Andrea Biagini e Leonardo Scucchi, che ne hanno curato anche la regia. La trasmissione è andata in onda dal 1989 al 1993, con la conduzione di Carlo Conti.
Sull'onda del successo televisivo, dal 1991 al 1993 è seguita una tournée sulle maggiori piazze e teatri toscani, riscuotendo un ottimo successo di pubblico. Nel complesso di realtà locale la trasmissione raggiunse un piccolo record: 150 000 spettatori a puntata e si calcola che la tournée complessivamente ne coinvolse altrettanti.
Successivamente al 1993 e prima di Aria Fresca, fu creato un spin-off del programma, intitolato Barattolo (con evidente allusione alla vernice fresca), in onda sempre sul circuito Cinquestelle. Il programma ottenne risultati molto scarsi, soprattutto per l'assenza di molti dei personaggi storici di Vernice Fresca.
Il 2 maggio 2006 al Saschall di Firenze si è svolto Aria Fresca 10 anni dopo, con tutti i maggiori interpreti già del cast di Vernice Fresca.

## Storia
Il programma nasce dalle ceneri del precedente varietà Succo d'arancia, dal quale sarà ereditato pressoché tutto il cast di comici. La produzione si è articolata in 6 serie, per un totale di circa 100 puntate, trasmesse dal 1989 al 1993 sull'emittente locale Teleregione Toscana, dapprima in ambito locale, successivamente da tutte le emittenti affiliate al circuito nazionale di Cinquestelle. Il circuito Cinquestelle ed il proprio presidente Francesco Grandinetti tennero molto alla messa in onda  in nazionale di questo programma, ritenendolo uno dei programmi più innovativi di allora. L'edizione del 1992 prevedeva il doppio appuntamento settimanale del lunedì e del martedì.
Soprattutto nelle prime due serie il programma era caratterizzato da uno stile parodistico ed esasperante della televisione e dei suoi luoghi comuni (giochi telefonici, rubriche, televendite, notiziari ecc.), assumendo via via sempre più il tratto del cabaret umoristico. Alla chiusura di Vernice fresca seguirà nel 1995 la trasmissione Aria fresca trasmessa su Canale 10, Videomusic e, per una sola puntata, su Telemontecarlo.
Il ruolo di Carlo Conti è stato particolare, non limitandosi alla pura conduzione del programma, bensì intervenendo in più occasioni come spalla del comico di turno. Pressoché tutti i comici del programma hanno, poi, raggiunto la notorietà continuando a lavorare in televisione, cinema o teatro.

## Edizioni
Tutte le edizioni sono andate in onda principalmente durante il periodo primaverile e sono state trasmesse in prima serata, con inizio indicativo alle 21.00.
Inizialmente le riprese venivano effettuate negli studi fiorentini di viale Cadorna, poi, come dichiarato da Leonardo Scucchi, "l'impossibilità di continuare a lavorare negli studi, a causa dell'afflusso di pubblico non più gestibile in sicurezza, ci obbligò a trovare una collocazione più ampia", costringendo la troupe a spostare le riprese alla discoteca Manila di Campi Bisenzio (fino al 1992), "permettendo il primo salto qualitativo della trasmissione, togliendole quella patina di programma da tv locale".
Fino al 1991 il programma andava in onda, registrato, il mercoledì sera. Lo svolgimento della trasmissione era scandito dal conduttore che chiamava (più o meno direttamente) ad esibirsi sul palco i vari artisti. La trasmissione aveva una durata media di 90 minuti.

### L'edizione del 1992
In questa stagione, gli appuntamenti si sdoppiano: il lunedì veniva trasmessa una edizione speciale a carattere nazionale, mentre il martedì veniva regolarmente trasmessa la registrazione al Manila, chiamata anche Vernice fresca il giorno dopo; per contrappunto l'edizione del lunedì era chiamata Vernice fresca il giorno prima.
L'edizione del lunedì (per un totale di 20 puntate) era ogni volta dedicata ad una diversa regione italiana, ed era condotta in studio anziché a teatro. La trasmissione veniva comunque trasmessa registrata e la puntata era divisa a frammenti di gag comiche e servizi sulla regione oggetto della serata, ogni blocco era scollegato dagli altri e il trait d'union era dato da Carlo Conti che apriva e chiudeva ogni puntata. Non di rado alcuni blocchi erano estratti della puntata del martedì, oppure erano registrati in esterna, come le gag con Mario il bagnino, quelle con il bimbo Demetrio, quelle con l'"uomo della campana" e con il "naturalista".
I servizi sulla regione erano presentati da Walter Santillo, mostrando gli angoli caratteristici del capoluogo ed intervistando le persone del luogo, per dare risalto alla varietà di pensiero che sussiste tra le diverse regioni italiane, su temi comuni e di attualità. All'interno della rubrica regionale veniva dato anche spazio al concorso di Miss Italia.
Al termine di ogni puntata, prima della sigla finale, venivano trasmessi in chiave umoristica tutti gli errori capitati in fase di registrazione e chiamati bonariamente orrori dal conduttore.
La trasmissione del lunedì aveva una durata più corta del solito con circa 60 minuti di spettacolo.

#### I biscotti Gnam
Celebre la candid camera dei biscotti Gnam (comunissimi biscotti di pasticceria), in cui si invitavano i passanti a girare uno spot sui biscotti assaggiandone uno e leggendo un cartello sovrapposto ad un altro, che complessivamente recitavano: "Biscotti gnam, così buoni che non sembrano neanche biscotti per... cani...". Le reazioni delle persone erano, ovviamente, le più disparate.

#### Le scemette
Le scemette erano l'interpretazione attoriale, che i comici fornivano delle barzellette che ogni settimana il pubblico inviava per posta alla redazione del programma.

### L'edizione del 1993
L'ultima edizione è stata quella della consacrazione definitiva del programma e dei suoi comici (alcuni dei quali già lanciati in orbita televisiva nazionale). La trasmissione andava in onda il lunedì sera, in diretta dal locale della Bussola di Focette, situato a Marina di Pietrasanta in Versilia.
In questa edizione, che ha inoltre riproposto il tema dei servizi all'esterno, condotti ancora da Walter Santillo tra le spiagge della Versilia, si è svolto un concorso tra giovani comici emergenti, al vincitore è andato in premio una spalla di maiale, a testimoniare il carattere goliardico del concorso. Anche questa edizione si svolgeva sul palcoscenico, con gli artisti chiamati ad esibirsi a turno. Il vincitore del concorso fu Antonio Colombini, divenuto poi comico popolare grazie al programma Seven Show. La computer grafica fu realizzata da Leonardo Scucchi e Filippo Santellocco con computer Commodore Amiga.
Le puntate erano di durata mediamente più lunga rispetto alle edizioni precedenti, con punte di quasi 2 ore.

## Comici rappresentativi e personaggi
- Carlo Conti (presentatore e spalla comica)
- Andrea Cambi (Libero il figlio dei fiori - Alfio il cantante anni sessanta che gira sempre con il lettore 45 giri portatile - Il camionista Cb Bombolino - Il bambino Demetrio  - L'anonimo - il commissario Shulz - il regista Arnaldo Buchesio)
- Leonardo Pieraccioni (il Barbiere Gino Della Marta)
- Giorgio Panariello (Hardo, il cantante marocchino - Il Pr della discoteca Chiticaca di Orbetello - Lello Splendor il cruciverbista incallito - Mario il bagnino del bagno Maria di Forte dei Marmi - Simone il bambino - Merigo, ubriacone di professione - La Pornostar Magic Alberta)
- Gli Specchio (trio comico)
- Simone Curci (Il professore di Pizzibuti)
- Carlo Giuffra (L'alunno Pizzibuti)
- Dario Cassini (L'uomo della campana dei rifiuti, monologo satirico registrato in esterna sui problemi sociali)
- Derek Simons (Il mago bravo, che sbaglia le magie)
- Cristiano Militello (Il Critico)
- Walter Santillo (L'inviato)
- Claudio Fadda (Il cliente del Bar Sport)
- Niki Giustini (Pino Caroti, allenatore del F.C. Rigutino - Il Poeta - imitazione di Silvan, il re delle... battute)
- Gaetano Gennai (Gano, il playboy di San Frediano - il naturalista)
- Massimo Ceccherini (I due mendi)
- Alessandro Paci (I due mendi)
- Lucio Caizzi (Il cugino di Carlo Conti)
- Bibo e Bobo (I Pescatori, I Baristi, Bibo Il dottore della mutua Bobo i clienti)
- Massimo Antichi
- Graziano Salvadori
- Giorgio Ariani
- Battaglia e Miseferi
- Il cieco e la bellona - Massimiliano Miniati & Sabrina Romanelli

## Sigle
La sigla iniziale delle serie fino al 1992 si intitola Andale ed è composta dagli Interno 31. La sigla finale della prima serie si intitola Vernice Fresca  scritta da Leonardo Pieraccioni, Massimo Miniati e Nicola Serena e realizzata dagli Interno 31.La sigla finale della serie del 1992 a carattere nazionale si intitola Ahi Ahi Ahi ed è interpretata e composta da Leonardo Pieraccioni.
La sigla dell'edizione del 1993 si intitola Ahi Maria, cantata e composta da Giorgio Panariello.

## Sponsor
La trasmissione aveva anche uno sponsor, la linea di abbigliamento Sasch, per cui Conti aveva creato lo slogan Sasch, per chi Sa Scegliere.
La Sasch produceva anche magliette della trasmissione, che venivano vendute confezionate all'interno di un barattolo in latta identico a quelli da 750ml per vernici, che poi poteva essere utilizzato come salvadanaio.

## Premi e riconoscimenti
- Premio Regia Televisiva 1992 – categoria: emittenti Locali